# Laktec
Laktec je naseljeno mjesto u Republici Hrvatskoj u Zagrebačkoj županiji. 

## Zemljopis
Administrativno je u sastavu grada Svetog Ivana Zeline. Naselje se proteže na površini od 2,36 km². 

## Stanovništvo
Prema popisu stanovništva iz 2001. godine u Laktecu žive 172 stanovnika i to u 49 kućanstava. Gustoća naseljenosti iznosi 72,88 st./km².
| broj stanovnika | 193   | 169   | 187   | 227   | 244   | 294   | 294   | 319   | 292   | 279   | 277   | 243   | 224   | 197   | 172   | 175   | 144   |
|                 | 1857. | 1869. | 1880. | 1890. | 1900. | 1910. | 1921. | 1931. | 1948. | 1953. | 1961. | 1971. | 1981. | 1991. | 2001. | 2011. | 2021. |